# Mark Norell
Mark Allen Norell (* 26. Juli 1957 in Saint Paul, Minnesota) ist ein US-amerikanischer Wirbeltier-Paläontologe.
Norell studierte an der California State University in Long Beach mit dem Bachelor-Abschluss 1980, an der San Diego State University mit dem Master-Abschluss 1983 und er wurde 1988 an der Yale University promoviert (Cladistic Approaches to Evolution and Paleobiology as Applied to the Phylogeny of Alligators). 1989 wurde er Assistant Curator, 1994 Associate Curator und 1999 Kurator in der Abteilung Paläontologie des American Museum of Natural History (AMNH). Er leitete ab 1990 die Renovierung der Hall of Vertebrate Paleontology und ist dort Leiter der Abteilung Paläontologie.
Mit Expeditionen des AMNH wurde unter seiner und der Leitung von Michael J. Novacek die reichhaltige kreidezeitliche Dinosaurierfundstelle in Ukhaa Tolgod in der Wüste Gobi Anfang der 1990er Jahre entdeckt. Er leitete auch Expeditionen nach Patagonien, die chilenischen Anden, Kuba, die Sahara und Westafrika sowie Nordchina. Er arbeitet an neuen Methoden der Fossiluntersuchung mit Computertomographie und Computer-Bildverarbeitung.
Er befasst sich vor allem mit der Phylogenie der Theropoden und speziell der Abstammung der Vögel. Er entdeckte und erstbeschrieb mit Luis M. Chiappe und James Matthew Clark den kleinen gefiederten Dinosaurier Shuvuuia aus der Mongolei. Die Interpretation der von Chiappe, Norell, A. Perle, J. M. Clark und Rinchen Barsbold in der Mongolei gemachten Funde des kleinen vogelähnlichen Alvarezsauriers Mononykus als Seitenlinie der Vögel setzte sich nicht durch. Weitere Erstbeschreibungen aus den Funden in der Mongolei sind der oberkreidezeitliche Vogel Apsaravis (der erste solche Fund eines modernen Vogels in der Oberkreide seit den Seevögeln Ichthyornis und Hesperornis), Byronosaurus und neue Oviraptoren (Citipati) samt Nestern, die den Ruf des Oviraptors als Eierräuber (so die Bedeutung seines Namens) korrigierten und außerdem Brutverhalten wie bei Vögeln zeigten. In den Oviraptor-Gelegen fand sich auch der erste Fund eines Embryos von Theropoden. Die Expeditionen in die Mongolei erbrachten auch reichhaltiges Fundmaterial zu Eidechsen und Champsosauriern (aus der Gruppe der Choristodera).
Norell untersuchte die neuentdeckten gefiederten Dinosaurier aus Liaoning in China (Jehol-Gruppe), wobei er mit Kollegen Hinweise auf Federn bei Velociraptor fand (siehe auch Gefiederte Dinosaurier). Mit Kollegen beschrieb er einen kleinen basalen Dromaeosaurier Mahakala aus der Mongolei und sie folgerten, dass die gemeinsamen Vorfahren (Paraves) von Vögeln der Archaeopteryx-Linie, Dromaeosauriern, Deinonychosauriern und Troodontiden allgemein sehr klein waren. Nach den reichhaltigen Funden in der Mongolei unterzog er die Systematik der Coelurosauria und verschiedener von deren Untergruppen einer Revision.
Mit Xing Xu beschrieb er einen ebenfalls in Liaoning gefundenen primitiven Tyrannosauriden, Dilong paradoxus, der Federn hatte. Norell vermutet deshalb auch Federn bei den späteren Nachfahren wie Tyrannosaurus rex, zumindest bei Jungtieren und später eine Restbefiederung mit Daunen-artigen Federn. Weitere Hinweise auf Verwandtschaft von Vögeln und Dinosauriern (und eine Form von Warmblütigkeit bei Dinosauriern) lieferte die Entdeckung eines schlafenden Dinosauriers, mit dem Kopf zwischen den Vordergliedmaßen wie bei Vögeln, wo dies der Erhaltung der Körperwärme dient. Die dazugehörige Art Mei long wurde von Norell und Xing Xu erstbeschrieben. und stammt ebenfalls aus 130 Millionen Jahre alten Schichten in der Liaoning Provinz. Das Tier starb vermutlich durch vulkanische Gase und wurde kurz danach unter vulkanischer Asche begraben. Es wurden allerdings keine Spuren von Federn bei dem Exemplar gefunden.
Er befasst sich auch theoretisch mit kladistischer Analyse und dem Erkennen von evolutionären Mustern im phylogenetischen Stammbaum.
1998 ernannte ihn die The New York Times zum New York City Leader of the Year. 2023 erhielt Norell die Romer-Simpson-Medaille.
Er ist seit 1991 mit Vivian Pan verheiratet und hat eine Tochter.

## Schriften
- mit Michael J. Novacek, Malcolm C. McKenna, James Clark: Fossils of the Flaming Cliffs. In: Scientific American. Band 271, Nr. 6, 1994, S. 60–69, doi:10.1038/scientificamerican1294-60.
- mit Eugene S. Gaffney, Lowell Dingus: Discovering dinosaurs in the American Museum of Natural History. Knopf, New York NY 1995, ISBN 0-679-43386-4.
- mit James M. Clark: Birds are Dinosaurs. In: Science Spectra. Nr. 8, 1997, S. 28–34.
- mit Peter J. Makovicky: Important features of the Dromaeosaurid skeleton II. Information from newly collected specimens of Velociraptor mongoliensis (= American Museum Novitates. 3282, ISSN 0003-0082). American Museum of Natural History, New York NY 1999.
- mit James M. Clark, Peter J. Makovicky: Cladistic Approaches to the Relationships of Birds to Other Theropod Dinosaurs. In: Luis M. Chiappe, Lawrence M. Witmer: Mesozoic Birds. Above the Heads of Dinosaurs. University of California Press, Berkeley CA u. a. 2002, ISBN 0-520-20094-2, S. 31–61.
- mit Peter J. Makovicky: Troodontidae. In: David B. Weishampel, Peter Dodson, Halszka Osmólska (Hrsg.): The Dinosauria. 2nd edition. University of California Press, Berkeley CA u. a. 2004, ISBN 0-520-24209-2, S. 184–195.
- mit Peter J. Makovicky: Dromaeosauridae. In: David B. Weishampel, Peter Dodson, Halszka Osmólska (Hrsg.): The Dinosauria. 2nd edition. University of California Press, Berkeley CA u. a. 2004, ISBN 0-520-24209-2, S. 196–209.
- mit Lowell Dingus: Barnum Brown. The Man Who Discovered Tyrannosaurus rex. University of California Press, Berkeley CA u. a. 2011, ISBN 978-0-520-25264-6.

Für Kinder und Jugendliche:
- mit Lowell Dingus, Eugene S. Gaffney: Discovering Dinosaurs in the American Museum of Natural History. Knopf, New York NY 1995, ISBN 0-679-43386-4 (erhielt den Scientific American’s Young Readers Book of the Year Award).
- mit Lowell Dingus: Searching for Velociraptor. HarperCollins, New York NY 1997, ISBN 0-06-025894-2.
- mit Lowell Dingus: A nest of dinosaurs. The story of Oviraptor. Doubleday, New York NY 1999, ISBN 0-385-32558-4 (erhielt den Orbis Pictus Award des National Council of Teachers).